# Poćwiardówka
Poćwiardówka [pronunciación en polaco: /pɔt͡ɕfjarˈdufka/] es un pueblo ubicado en el distrito administrativo de Gmina Brzeziny, dentro del distrito de Brzeziny, Voivodato de Łódź, en Polonia central. Se encuentra aproximadamente a 8 kilómetros al norte de Brzeziny y a 21 kilómetros al noreste de la capital regional Łódź.